# Tom Baker
Tom Baker (Egyesült Királyság, Anglia, Liverpool, 1934. január 20. –) brit színész. Teljes neve: Thomas Stewart Baker. Az 1960-as évek végétől filmez. Elsősorban tévéfilmekben és -sorozatokban szerepelt, de az új évezredben gyakran vállal szinkronmunkát és narrátori felkérést is. Igen magas termetű színész: 1,91 méter.

## Pályafutása
Tom Baker szegény ír katolikus családba született. Apja, John Stewart Baker, tengerész volt, aki ritkán tartózkodott odahaza. Tomot öccsével és húgával együtt édesanyjuk, Mary Jane Baker nevelte. Az asszony pincérnői munkája mellett házakhoz járt takarítani, hogy kiegészítse a családi kasszát. 15 éves korában Tom abbahagyta az iskolát, és szerzetesnek állt. Hat év múlva azonban hátat fordított a monostori életnek, és beállt katonának. A katonaságnál feltámadt érdeklődése a színjátszás iránt. Katonai szolgálata letöltése után Kentben képezte magát a színi pályára. Eleinte vidéki színházakban szerepelt, majd az 1960-as évek végén a National Theatre tagja lett. 1968-ban debütált a filmvásznon William Shakespeare Téli rege című darabjának filmváltozatában. Érdekesség, hogy két évvel korábban a mű színpadi előadásaiban is fellépett. Még ugyanabban az évben felfedezték a televízió számára, ahol mind a mai napig folyamatosan dolgozik. Kiemelkedő filmszerepe volt Raszputyin megformálása Franklin J. Schaffner Cárok végnapjai című történelmi drámájában. Alakításáért két kategóriában is jelölték Golden Globe-díjra: a legjobb férfi mellékszereplő és a legígéretesebb új színész. Pier Paolo Pasolini Angliában forgatott Canterbury mesék című filmjében Jenkin, a kissé ügyefogyott diák szerepét játszotta, akit újdonsült felesége, a bővérű bathi asszonyság kénytelen megleckéztetni, mivel ura vonakodik a házastársi kötelesség teljesítésétől. (Majdnem 3 évtizeddel később, a Chaucer-mű rajzfilmsorozatként elkészült változatában Baker szinkronszerepet vállalt.)
Karrierje legnagyobb sikerét a Doctor Who című tévésorozattal aratta: az egyik legrégebbi és legsikeresebb sci-fi sorozatban ő volt a címszereplő negyedik megformálója. 1974 és 1981 között játszotta a szerepet, általános vélemény szerint a Doktort alakító színészek közül ő volt a legjobb és a legnépszerűbb. (A sorozat frissebb epizódjai Ki vagy, Doki? címmel adták az RTL Klub, Cool TV, AXN, AXN Sci-fi és FilmBox Premium nevű csatornákon, de a Bakerrel forgatott epizódokat egyik sem mutatta be.) A Doctor Who idejére felfüggesztette színházi munkáját, de az 1980-as évektől újra fellépett a világot jelentő deszkákon is. E mellett továbbra is inkább a televíziós munkákat részesítette előnyben, narrátori feladatokat is ellátott. A nálunk is bemutatott rajzfilm, A bűvös körhinta angol nyelvű változatában Zuzmornak (Zeebad) kölcsönözte a hangját.
1997-ben jelent meg önéletrajzi könyve, a Who on Earth is Tom Baker. The Boy Who Kicked Pigs címmel egy mesekönyve is megjelent. Háromszor nősült: első felesége két gyermeket szült neki.

## Filmjei
- 1968: The Winter’s Tale
- 1968: Market in Honey Lane (tévésorozat, a The Matchmakers című epizódban)
- 1968: George and the Dragon  (tévésorozat, a The 10:15 Train című epizódban)
- 1968: Z Cars (tévésorozat, a Hudson’s Way című epizód mindkét részében)
- 1968: Dixon of Dock Green (tévésorozat, a Number 13 és a The Attack című epizódokban)
- 1969: Thirty-Minute Theatre (tévésorozat, a The Victims: Frontier című epizódban)
- 1970: Softly Softly (tévésorozat, a Like Any Other Friday című epizódban)
- 1971: Cárok végnapjai (Nicholas and Alexandra); Raszputyin
- 1972: Canterbury mesék (I racconti di Canterbury)
- 1972: Jackanory (tévésorozat, a The Iron Man című epizódban)
- 1972: Play of the Month (tévésorozat, a The Millionairess című epizódban)
- 1973: Luther (nincs feltüntetve a stáblistán)
- 1973: Cari genitori
- 1973: The Vault of Horror
- 1973: Arthur of the Britons (tévésorozat, a Go Warily című epizódban)
- 1973: Frankenstein: The True Story (tévéfilm)
- 1974: Szindbád arany utazása (The Golden Voyage of Sinbad)
- 1974: The Mutations
- 1974–1981: Ki vagy, doki? (Doctor Who) (tévésorozat)
- 1976: Nouvelles de Henry James (tévésorozat, a L’Auteur de Beltraffio című epizódban)
- 1977: Piccadilly Circus (a The Author of Beltraffio című epizódban)
- 1980: The Curse of King Tut’s Tomb (tévéfilm)
- 1983: A sátán kutyája (The Hound of the Baskervilles) (tévésorozat)
- 1983: Jemima Shore Investigates (tévésorozat, a Doctor Ziegler’s Casebook című epizódban)
- 1984: Remington Steele (tévésorozat, a Hounded Steele című epizódban)
- 1984: The Passionate Pilgrim
- 1984: The Zany Adventures of Robin Hood (tévéfilm)
- 1986: Blackadder II (tévésorozat, a Potato című epizódban)
- 1986: The Life and Loves of a She-Devil (tévésorozat)
- 1990: The Silver Chair (tévésorozat)
- 1991: The Law Lord
- 1991: Selling Hitler (tévésorozat)
- 1992: Cluedo (tévésorozat, 6 epizódban)
- 1992: Ki vagy, doki? (Doctor Who): Shada
- 1992–1995: Medics (tévésorozat)
- 1993: Ki vagy, doki? (Doctor Who): Dimensions in Time
- 1994: The Imaginatively Titled Punt & Dennis Show (tévésorozat, az 1.6 epizódban)
- 1998: Backtime
- 2000: Sárkányok háborúja (Dungeons & Dragons)
- 2000: Max Bear (tévésorozat, csak hang)
- 2000: Szellemes nyomozó (Randall & Hopkirk – Deceased) (tévésorozat)
- 2000: The Canterbury Tales (tévésorozat, csak hang a The Journey Back című epizódban)
- 2001: Fun at the Funeral Parlour (tévésorozat, a The Jaws of Doom című epizódban)
- 2003: Strange (tévésorozat, az Asmoth című epizódban)
- 2003: Swiss Toni (tévésorozat, a Cars Don’t Make You Fat című epizódban)
- 2003–2008: Angolkák (Little Britain) (tévésorozat) (mint narrátor)
- 2003: Fort Boyard (tévésorozat)
- 2004–2005: Monarch of the Glen (tévésorozat, a 6-7. szériában)
- 2005: A bűvös körhinta (The Magic Roundabout) (csak hang az angol nyelvű változatban)
- 2006: The Wind in the Willows (tévéfilm) (csak hang!) (nincs feltüntetve a stáblistán)
- 2007: Marple: Towards Zero (tévéfilm)
- 2007: The Beeps (tévésorozat) (mint narrátor)
- 2013: Ki vagy, doki? 50. évfordulós rész (Doctor Who) (tévésorozat)